# IPad Pro (7-го поколения)
iPad Pro (7-го поколения) (также употребляется, как iPad Pro M4) — планшетный компьютер, разработанный и продаваемый корпорацией Apple. Был представлен 7 мая 2024 года на специальном мероприятии Apple «Let Loose» в Apple Park в Купертино, а стал доступен для продажи 15 мая. Дисплей был заменен по сравнению с предыдущей моделью на OLED-дисплей Ultra Retina XDR, и теперь доступны продукты с размерами экрана 11 дюймов и 13 дюймов.

## Особенности

### Аппаратное обеспечение
iPad Pro (M4) использует Apple M4 в качестве процессора и является первым устройством с ним. Apple M4 оснащен 10-ядерным процессором, 10-ядерным графическим процессором, 16-ядерным процессором Neural Engine, Media Engine, Secure Enclave и другими функциями. Существуют конфигурации встроенного хранилища емкостью 256 ГБ, 512 ГБ, 1 ТБ и 2 ТБ.
Совместим с новым Apple Pencil Pro, имеющим тактильные ощущения.
Камера TrueDepth была установлена на верхней стороне и была предназначена для горизонтального использования.
В отличие от предыдущего поколения, все модели впервые оснащены «OLED-дисплеем» с использованием технологии Tandem OLED, называемым дисплеем Ultra Retina XDR. При коэффициенте контрастности 2 000 000:1 полноэкранная яркость составляет 1000 нит, а пиковая яркость — 1600 нит. Обе модели поддерживают True Tone, ProMotion, переменную частоту обновления 120 Гц и широкую цветовую гамму P3. Кроме того, модели емкостью 1 ТБ и 2 ТБ оснащены опцией «стекла с нанотекстурой», которое рассеивает окружающий свет и уменьшает блики за счет травления поверхности дисплея в нанометрах.

### Критика в социальных сетях
8 мая генеральный директор Apple Тим Кук поделился в своем X (ранее Twitter) рекламным роликом iPad Pro «Crush», который был показан на мероприятии Apple. В «Crush» большой пресс постепенно сдавливает и разрушает такие предметы, как пианино, игровая консоль, метроном, монитор и краска, а затем, когда пресс поднимается, появляется iPad Pro. Затем последовали негативные комментарии, такие как «Мне было грустно видеть, как уничтожаются творческие инструменты, такие как музыкальные инструменты и камеры», «Я презираю аналоговое творчество» и «Я не хочу, чтобы мои дети это видели». Он был наводнен пользователями в основном из Японии.